# 埃皮努兹
埃皮努兹（法語：Épinouze，法語發音：[epinuz]）是法国德龙省的一个市镇，属于瓦朗斯区。

## 地理
埃皮努兹（45°18'33"N, 4°55'40"E）面积11.21 平方千米，位于法国奥弗涅-罗讷-阿尔卑斯大区德龙省，该省份为法国东南部内陆省份，北起顺时针与伊泽尔省、上阿尔卑斯省、上普罗旺斯阿尔卑斯省、沃克吕兹省和阿尔代什省接壤。
与埃皮努兹接壤的市镇（或旧市镇、城区）包括：阿内龙、拉佩鲁斯莫尔奈、芒特、瓦卢瓦尔地区圣索尔兰、布热尚巴吕、雅尔雪。

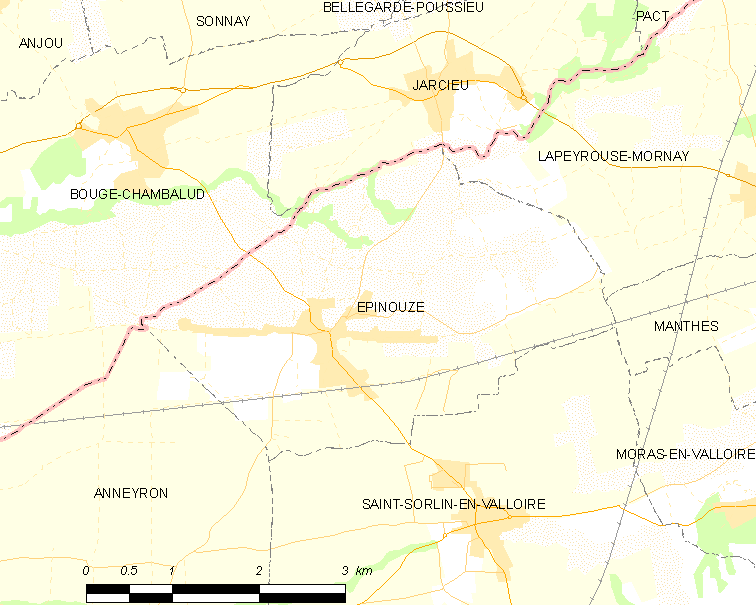
埃皮努兹的OSM定位图

埃皮努兹的时区为UTC+01:00、UTC+02:00（夏令时）。

## 行政
埃皮努兹的邮政编码为26210，INSEE市镇编码为26118。

## 政治
埃皮努兹所属的省级选区为丘陵德龙县。

## 人口

1962-2008年间埃皮努兹人口变化图示

埃皮努兹于2022年1月1日时的人口数量为1527人。